# 見性寺 (刈谷市)
見性寺（けんしょうじ）は、愛知県刈谷市井ケ谷町下ノ瀬15にある曹洞宗の寺院。
山号は井谷山。袴腰の鐘楼は周辺では珍しいとされる。本堂ではヨガや座禅のレッスンなどが行われている。井ケ谷町には浄土宗の遊心寺などもある。

## 歴史
永享10年（1438年）、尾張国愛知郡鳴海村（現・名古屋市緑区）の瑞泉寺の3世劫外乗空和尚を開山とし、鳴海村の下郷弥兵衛を開基として開創された。
その後一時期は衰退したが、江戸時代中期の安永2年（1773年）には鳴海村出身の法雲円海和尚によって中興され、月舟宗胡禅師の法系によって伝承されている。月舟宗胡禅師は江戸時代における曹洞宗の復古者・革新者であり、見性寺の宝庫から無題名の写本が発見された際には、仏教学者の田島柏堂によって『月舟遺録稿本』と命名されている。

## 境内
- 本堂
- 山門
- 鐘楼 - 袴腰。
- 庫裏 - 入母屋屋根。
- 庚申観音
- 水子観音
- 地蔵堂

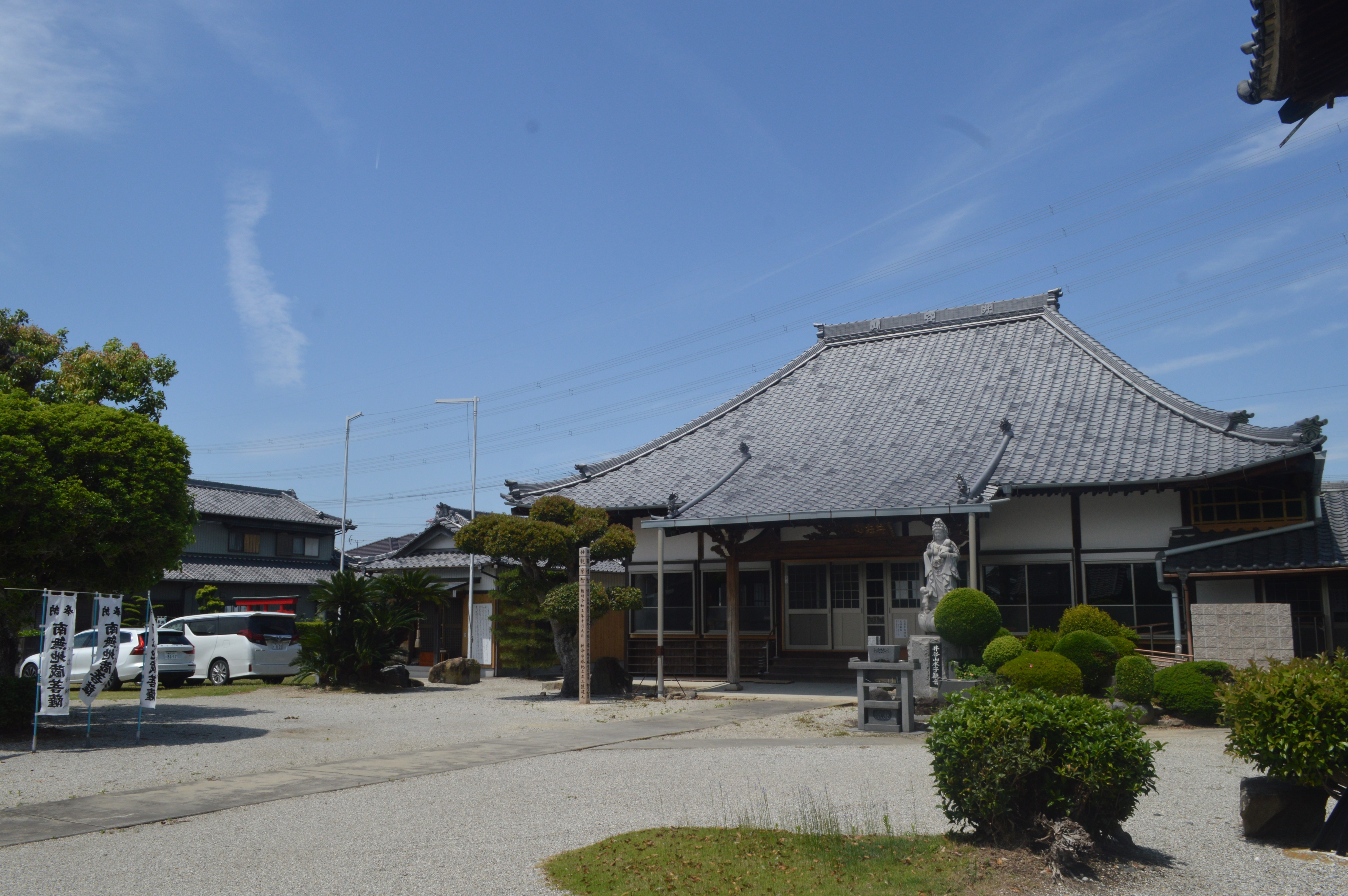
境内
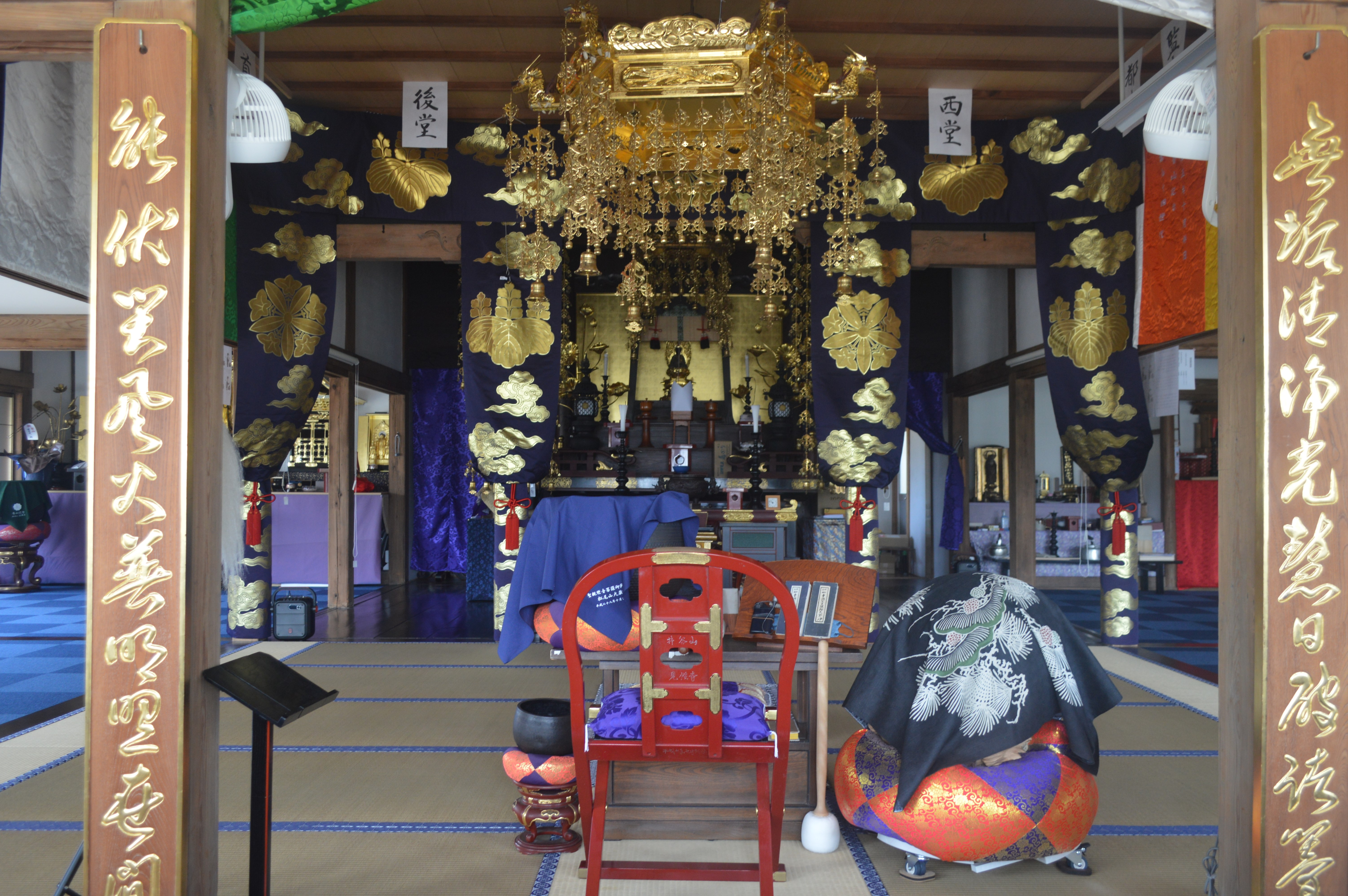
本堂の内陣
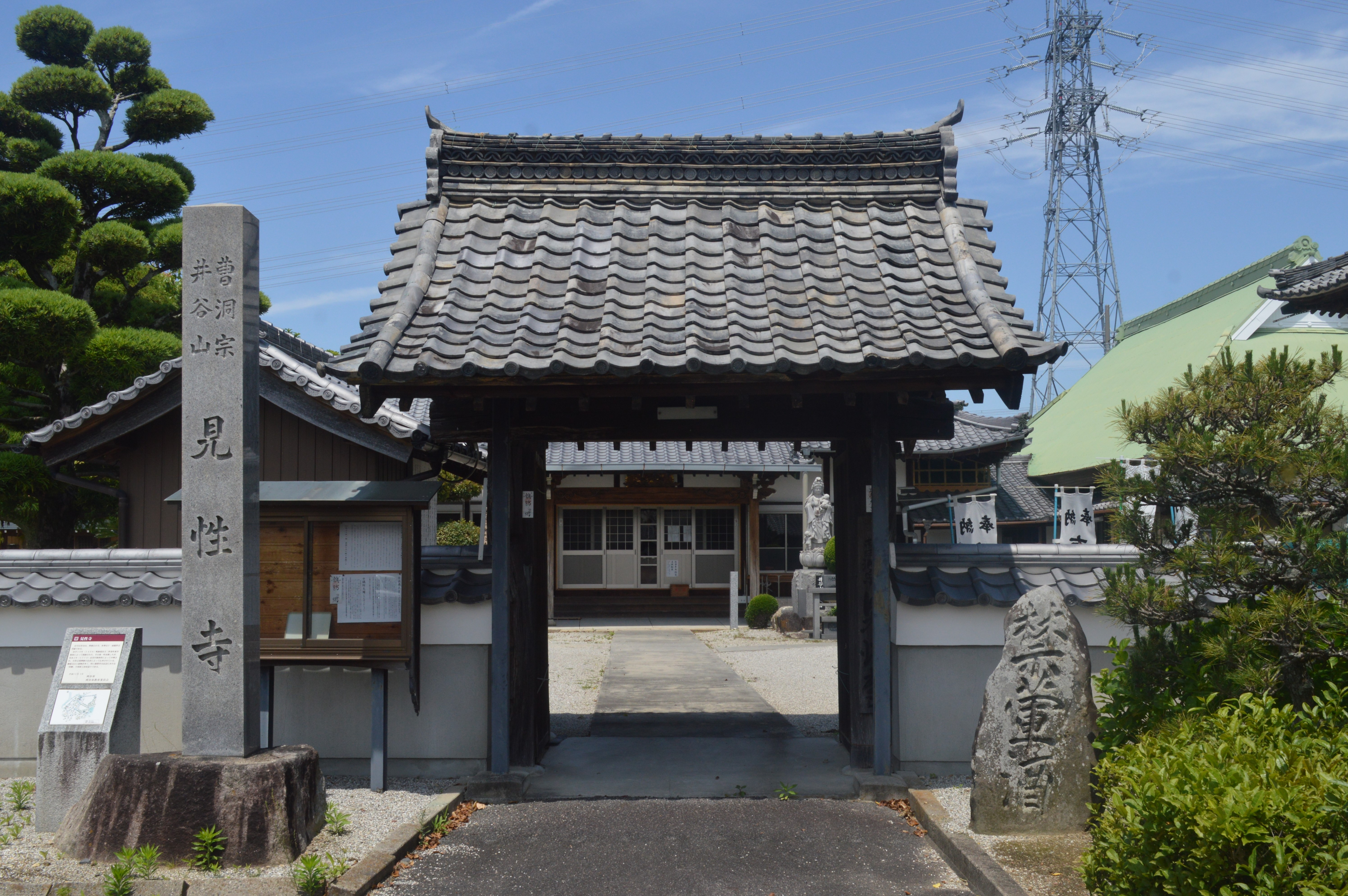
山門
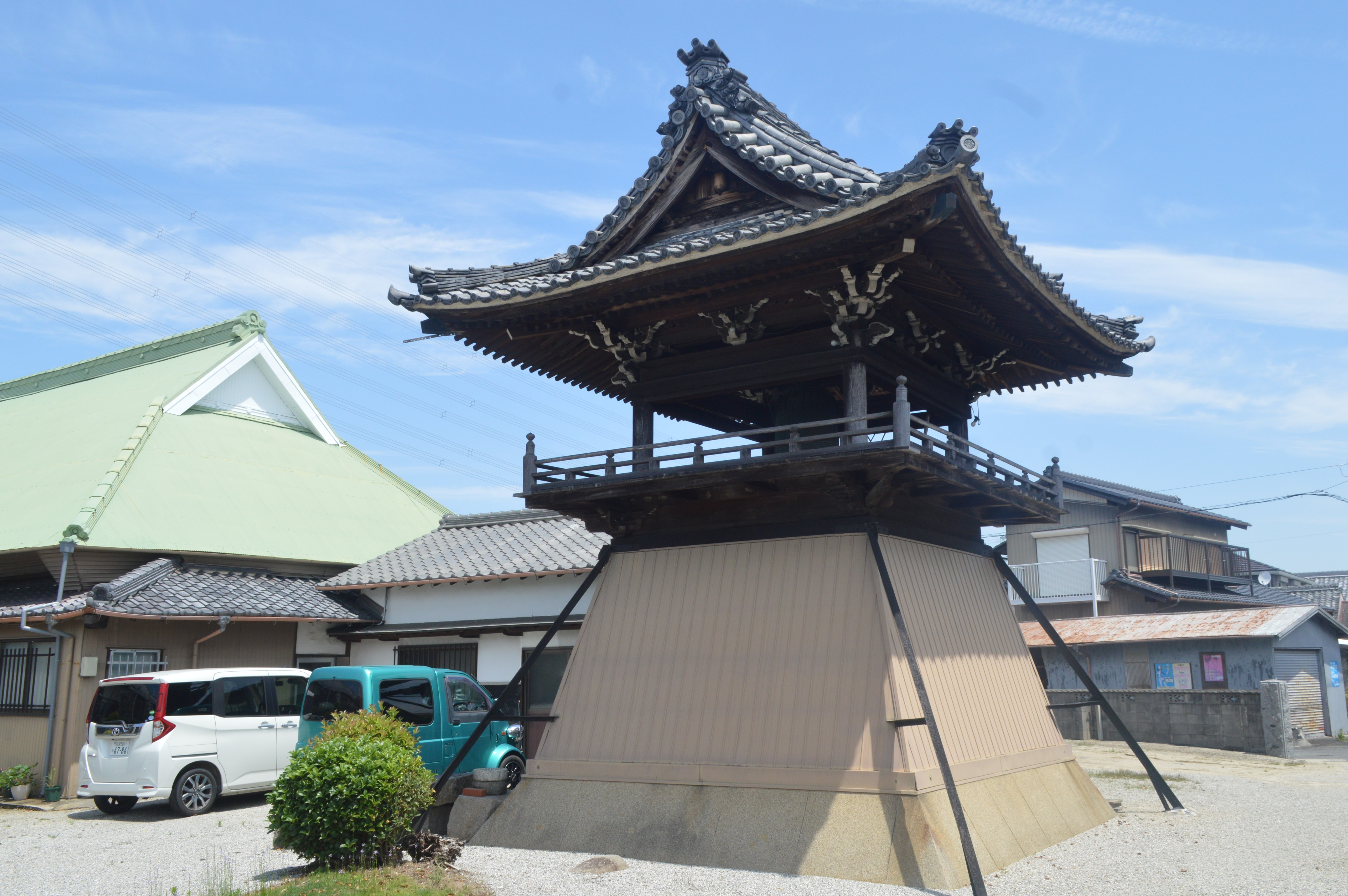
鐘楼
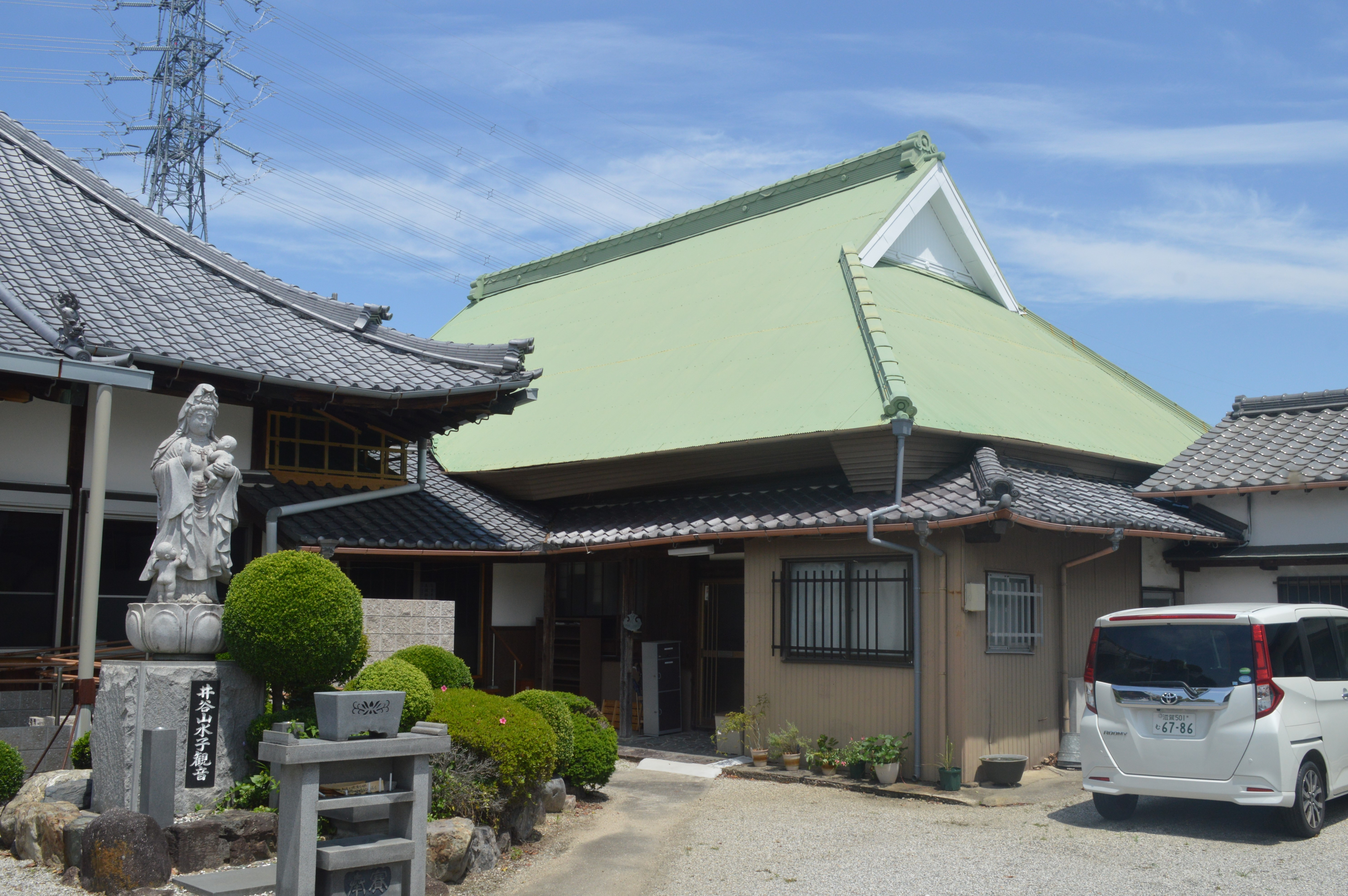
庫裏
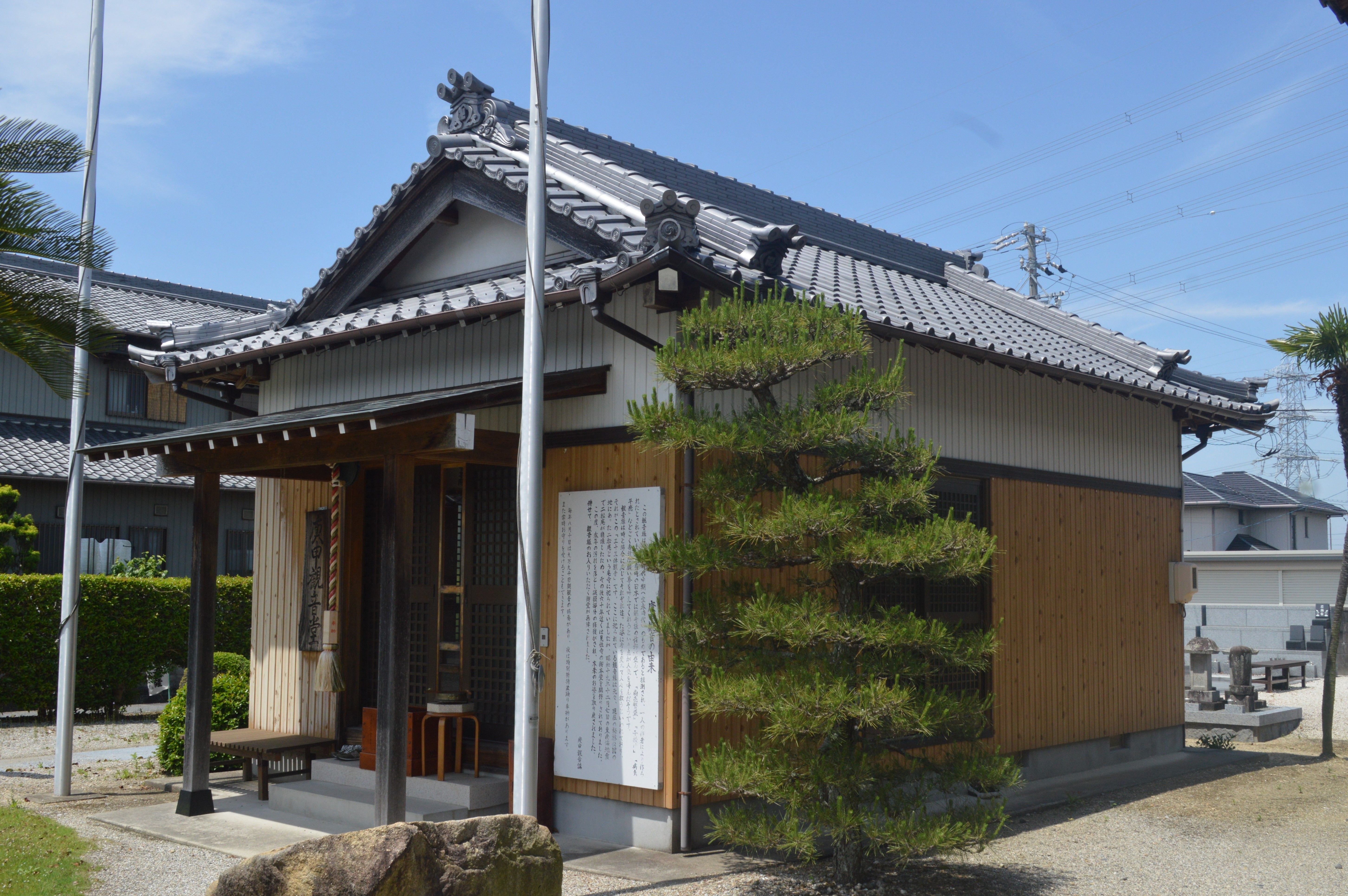
庚申観音
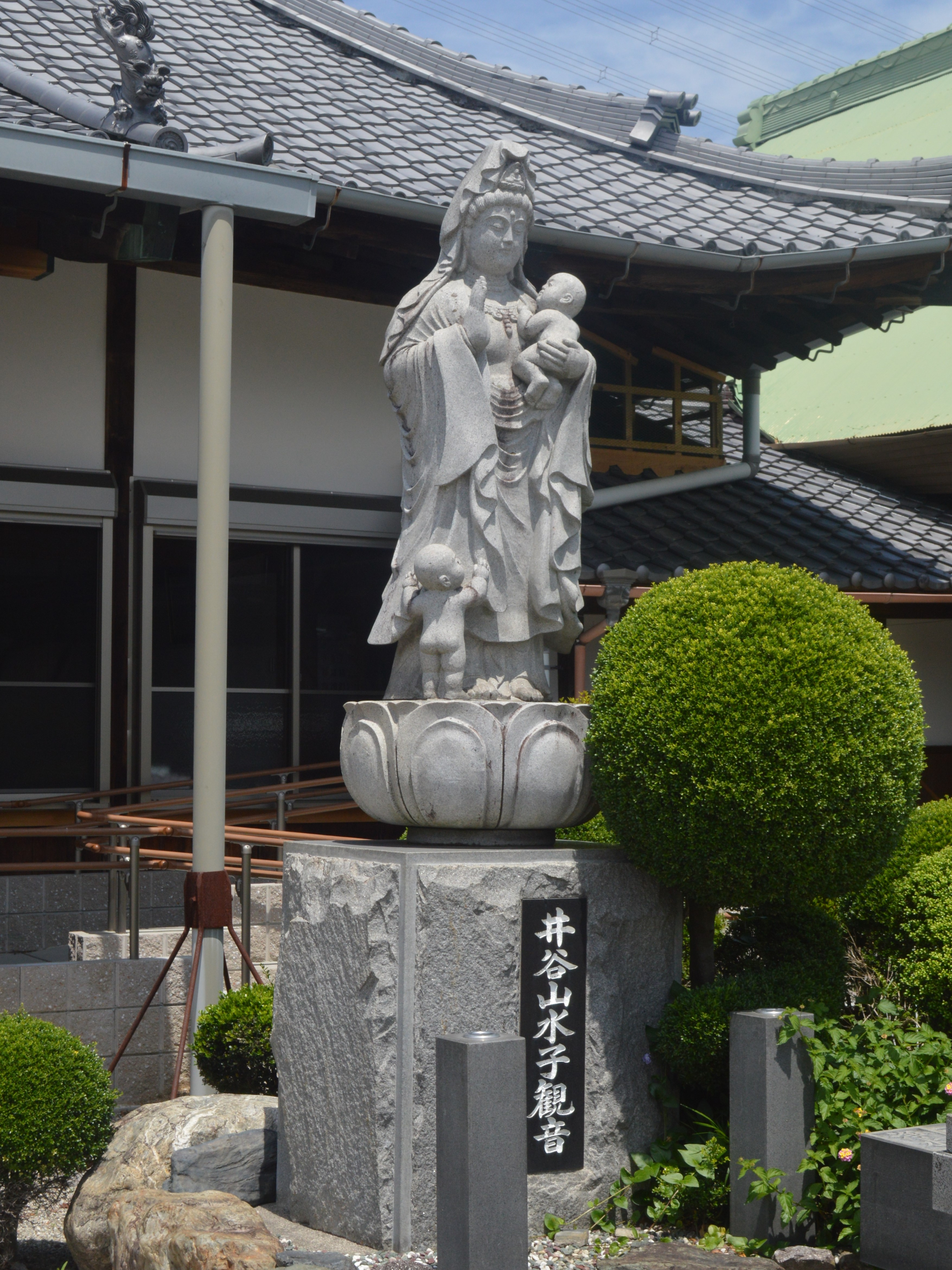
水子観音
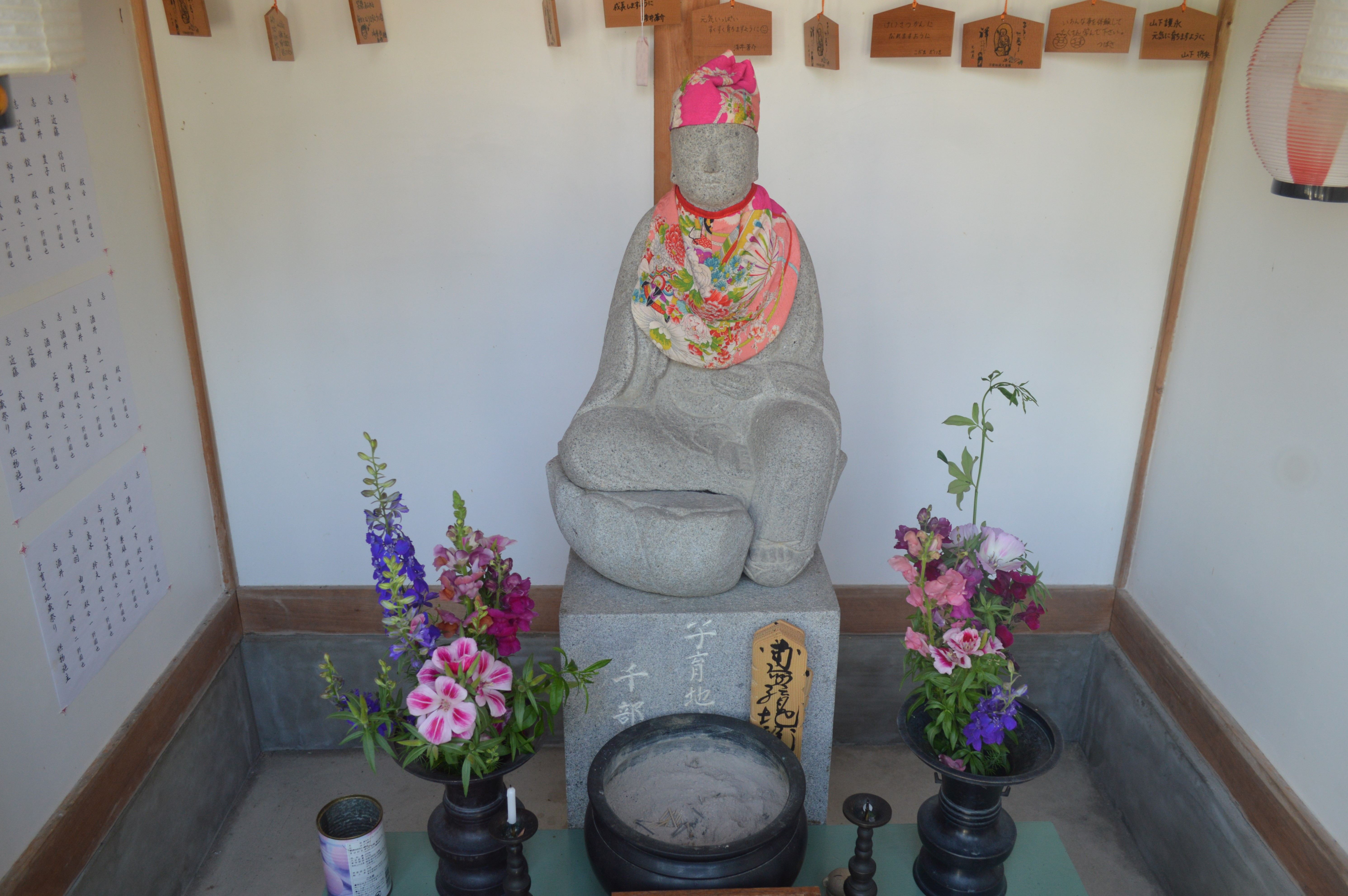
地蔵堂

## 現地情報
所在地
- 448-0001 愛知県刈谷市井ケ谷町下ノ瀬15

アクセス
- 名鉄名古屋本線富士松駅から徒歩